# Andrusowszczyzna
Andrusowszczyzna (biał. Андрашоўшчына, Andraszouszczyna; ros. Андрашовщина, Andraszowszczina) – wieś na Białorusi, w obwodzie grodzieńskim, w rejonie lidzkim, w sielsowiecie Bielica, nad Niemnem.

## Historia
Dawniej majątek ziemski. W XIX i w początkach XX w. położona była w Rosji, w guberni wileńskiej, w powiecie lidzkim, w gminie Bielica. Należała wówczas m.in. do książąt Wittgensteinów.
W dwudziestoleciu międzywojennym leżała w Polsce, w województwie nowogródzkim, w powiecie szczuczyńskim (od 29 maja 1929, wcześniej w powiecie lidzkim), do 11 kwietnia 1929 w gminie Bielica, następnie w gminie Żołudek. W 1921 miejscowość liczyła 65 mieszkańców, zamieszkałych w 7 budynkach, w tym 36 Białorusinów i 29 Polaków. 47 mieszkańców było wyznania prawosławnego i 18 rzymskokatolickiego.
Po II wojnie światowej w granicach Związku Sowieckiego. Od 1991 w niepodległej Białorusi.